# Bärenstein (Oberösterreich)
Der Bärenstein ist ein 1077 m ü. A. hoher Berg im Böhmerwald in Oberösterreich.

## Lage und Umgebung
Der Bärenstein gehört zu den Gemeinden Ulrichsberg und Aigen-Schlägl im Bezirk Rohrbach. Er liegt in den Einzugsgebieten des Bügelbachs, des Hammerbachs, des Irrenwaldbachs und eines Rotbach-Zubringers.
Der Berg befindet sich innerhalb des 9.350 Hektar großen Europaschutzgebiets Böhmerwald-Mühltäler. Er ist außerdem Teil der 22.302 Hektar großen Important Bird Area Böhmerwald und Mühltal.
Der Ausflugsberg ist über Wanderwege zu besteigen. Die letzten Meter zum Gipfelkreuz können über eine Stiege überwunden werden. Von hier aus lässt sich das obere Mühlviertel überblicken; im Norden sieht man den nur wenige Kilometer entfernten Stausee Lipno der Moldau. Bei gutem Wetter kann man im Süden auch bis zu den Alpen blicken. Das Gipfelkreuz selbst wurde im Sommer 1993 von einer Gruppe um den bekannten Mühlviertler Bernhard Enzenhofer auf den Gipfel getragen und dort aufgestellt.
Der Bärenstein ist der Ausgangspunkt des Rupertiwegs, eines Weitwanderwegs, der von hier bis an die österreichisch-italienische Grenze führt und Teil des Europäischen Fernwanderwegs E10 ist. Die Bärnsteinloipe, eine 12 km lange mittelschwere Langlaufloipe, verläuft über den Berg.

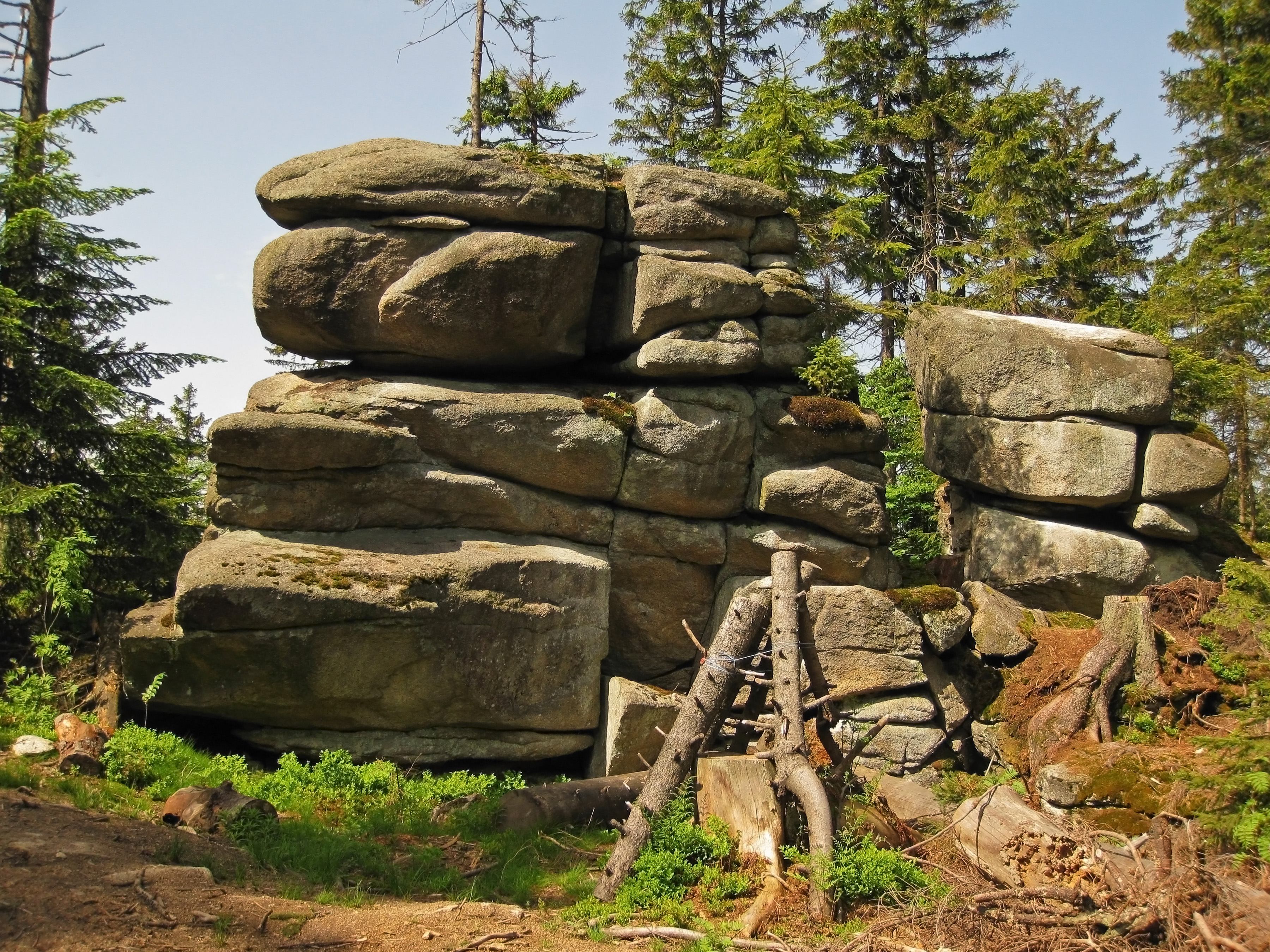
Felsformation am Bärenstein
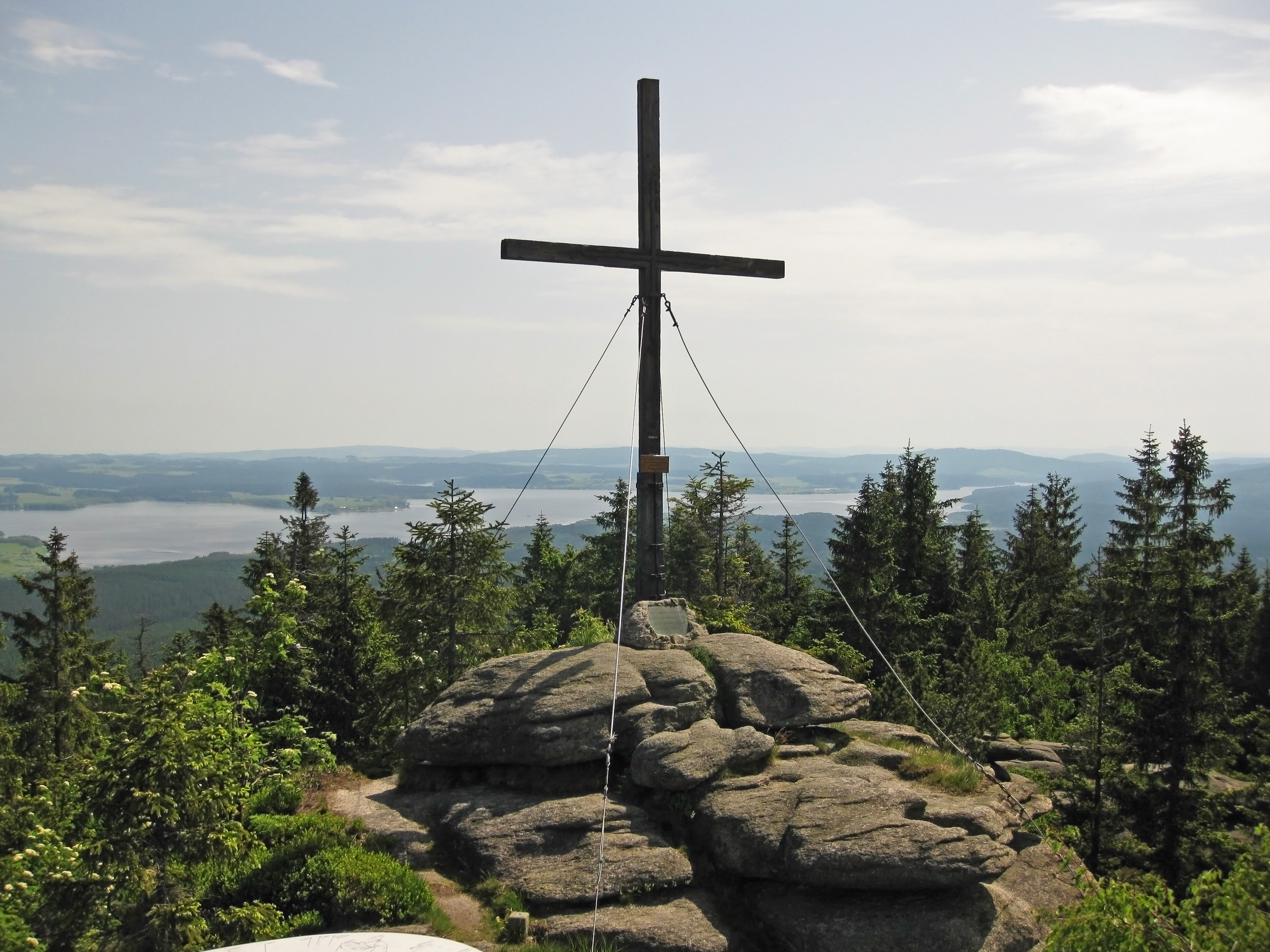
Gipfelkreuz mit Blick auf den Moldaustausee
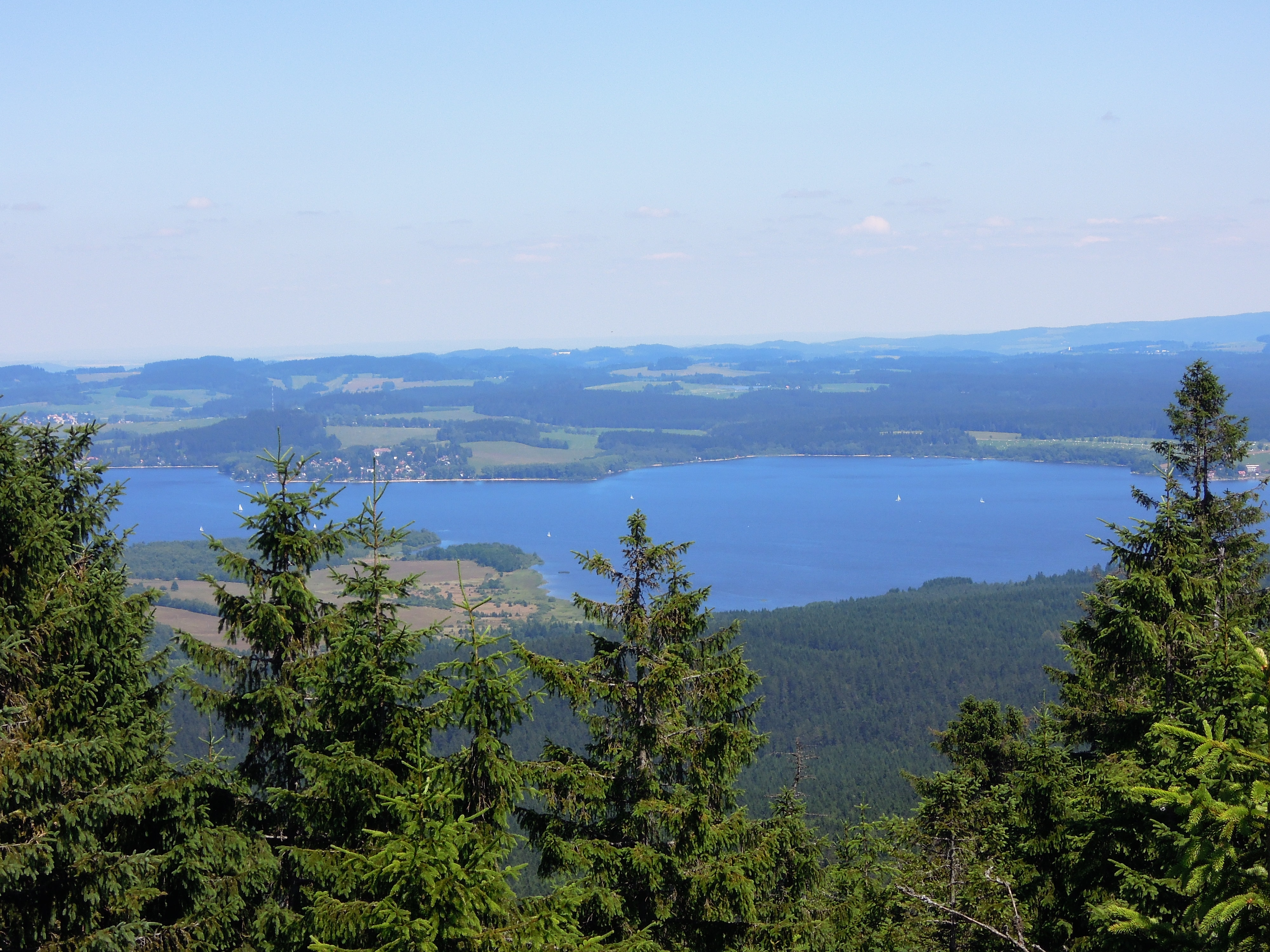
Blick nach Norden im Sommer

## Geologie und Pflanzenwelt
In geologischer Hinsicht ist der Berg von Eisgarner Granit geprägt. Die Granit-Felsburgen am Bärenstein entstanden durch Wollsackverwitterung und stehen als Naturdenkmal unter Schutz. Am Berg wachsen bodensaure Fichten-Tannen-Buchenwälder und Fichten-Blockwälder.